# انکار (روان‌شناسی)
در نظریه روانکاوی فروید، انکار سازوکاری دفاعی که در آن افکار و احساسات و اعمال و وقایع دردناک و ناپذیرفته با بیرون راندن از خودآگاه نادیده انگاشته می‌شود؛ حتی اگر برای شخصی که دچار انکار فرویدی شده، مدرکی دال برا تناقض انکار او آورد.